# 星野麦人
星野 麦人（ほしの ばくじん、1877年4月13日 - 1965年3月12日）は、俳人。本名・仙吉。東京生まれ。尾崎紅葉の指導を受け、角田竹冷らの秋声会に参加。正岡子規の句会にも参加し研鑽を積む。1901年「俳藪」創刊。1909年、秋声会の機関誌「卯杖」と合併し「木太刀」（きだち）と改称、これを主宰する。俳諧史、古俳句の研究でも知られた。句集に『あぢさゐ』『草笛』、編著に『紅葉句帳』『蕉門十哲句集』などがある。1965年、88歳で死去。